# 中華人民共和國—聖盧西亞關係
中華人民共和國—聖盧西亞關係（英語：Relations between the People's Republic of China and Saint Lucia）是指中華人民共和國與聖盧西亞的外交關係。兩國曾於1997年9月1日建交。2007年4月30日，聖露西亞宣佈與中華民國建交，中華人民共和國因此在5月5日與之斷交。目前中华人民共和国对圣卢西亚相关事务由驻巴巴多斯大使馆兼辖。
圣卢西亚也是迄今为止最后一个与中华人民共和国断交的国家。

## 經貿關係
2007年9月，圣卢西亚派代表出席第二届中国-加勒比经贸合作论坛。
2016年，双边贸易额1694万美元，其中中方出口1690万美元，进口3.8万美元，同比分别上涨-7.7%、7.6%和-44.3%。
2019年9月，中国—拉共体“四驾马车”外长在联大一般性辩论期间举行第七次对话，加勒比共同体时任轮值主席国圣卢西亚以外交部部内部长弗勒德－博布伦参加。
2025年5月13日，圣卢西亚外交官彼得·兰西科出席中拉论坛第四届部长级会议。

## 签证
2018年7月圣卢西亚宣布单方面对中国公民实施免签证。